# Фок (станция метро, Барселона)
Фок (кат. Foc) — конечная станция Барселонского метрополитена, расположенная на линии 10S. Открытие станции состоялось 8 сентября 2018 года в составе участка «Кольбланк» — «Фок». Станция расположена в районе Ла-Марина-дель-Порт округа Сантс-Монжуик Барселоны.

## Расположение
Станция находится под проспектом Зона Франка (кат. Passeig de la Zona Franca), между улицей Фок (кат. Carrer del Foc), от которой станция и получила своё название, и улицей Сизель (кат. Carrer del Cisell).

## Конструкция
Станция имеет двухъярусную конструкцию. Оба поезда, следующие до станции "Кольбланк", отправляются с обеих платформ, однако в дальнейшем, после продления линии до станции "Пулигон Пратен", поезда в сторону последней будут следовать по верхнему ярусу.
На станции установлены платформенные раздвижные двери.

## Оформление
На стенах эскалаторного зала и платформ присутствуют сериграфические изображения всех выставочных мероприятий и ярмарок в истории Барселоны XIX, XX и XXI веков в виде закругленных фигур, выполненные в керамических тонах зеленого и белого цветов.

## Перспективы
В дальнейшем через эскалаторный зал планируется организация пересадки на одноимённую станцию линии 2, строительство которой планируется завершить после 2020 года.

## Галерея изображений

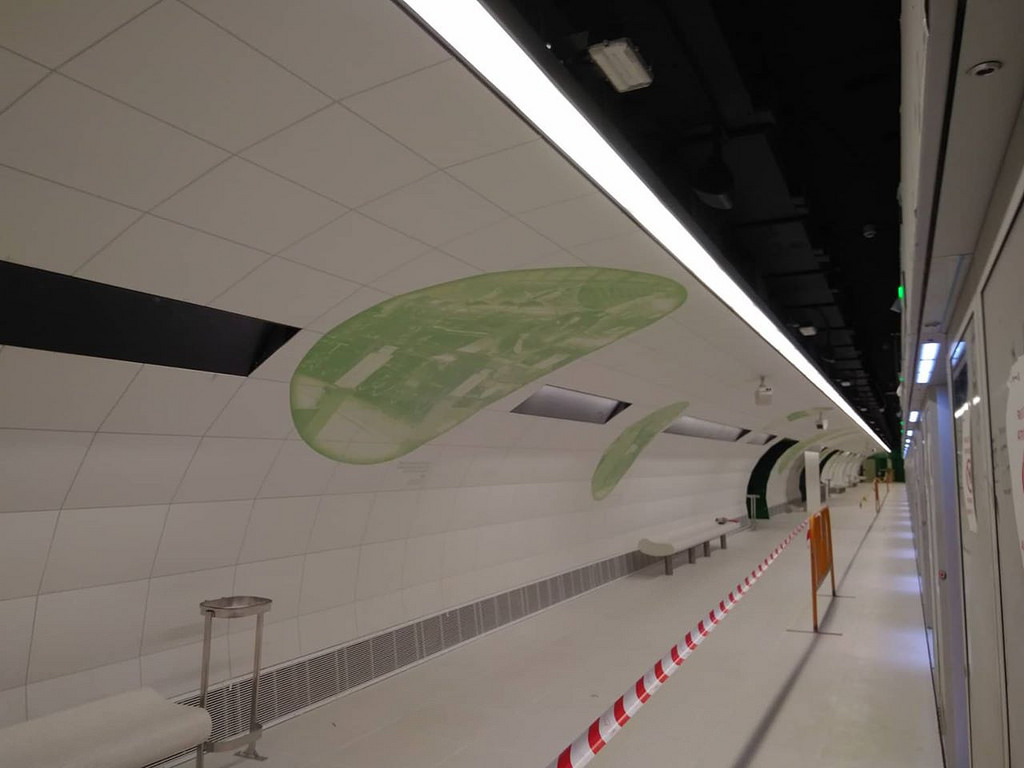
Нижний ярус во время строительства станции
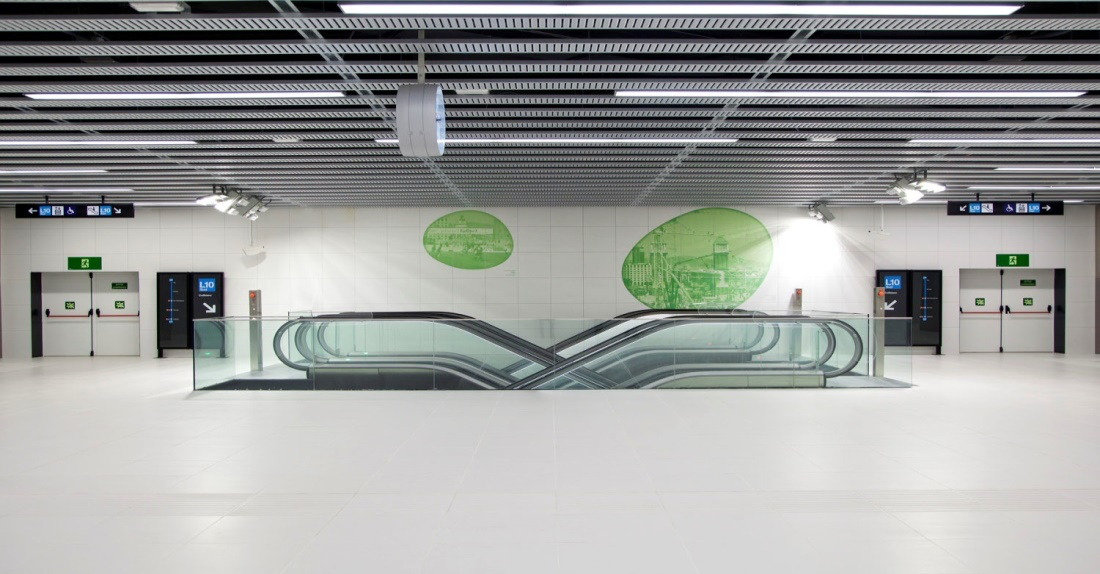
Общий вид эскалаторного зала
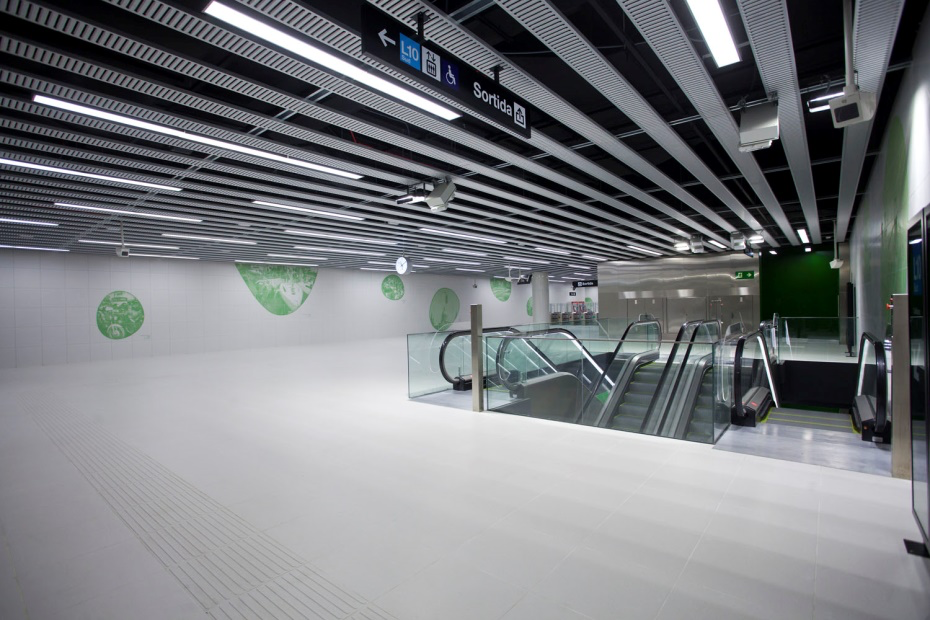
Эскалаторы, соединяющие эскалаторный зал с платформой
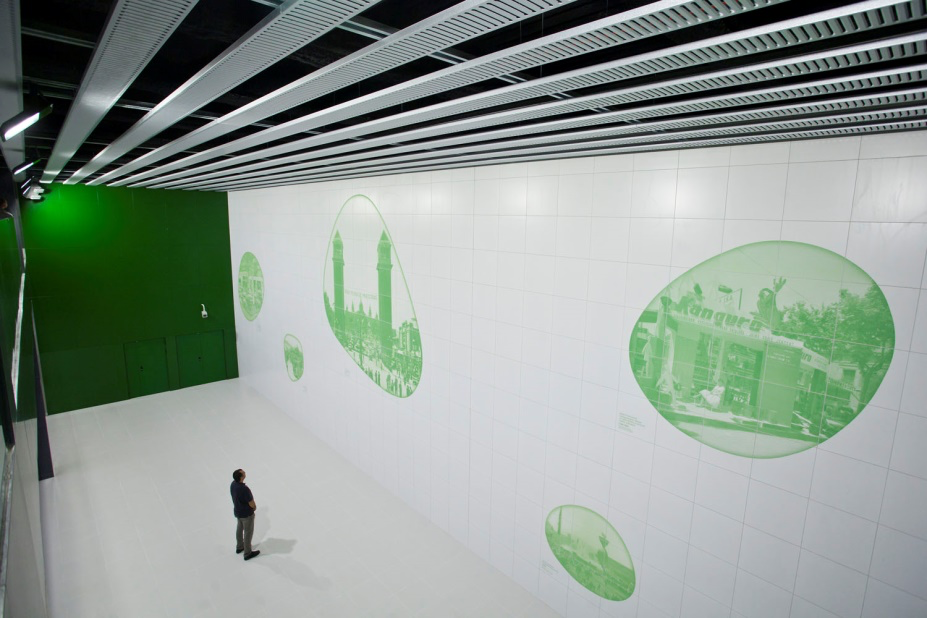
Один из подзалов станции